# Meiringspoort
De Meiringspoort is een bergpas in de Zuid-Afrikaanse provincie West-Kaap die Oudtshoorn in de Kleine Karoo met Beaufort-Wes in de Grote Karoo verbindt. Dit deel van de nationale N12-autoweg tussen De Rust en Klaarstroom is 16 km lang en loopt op 680 m boven de zeespiegel door een natuurlijke kloof in de Swartberge. Deze pas staat bekend om de bijzondere plooien in de Tafelbergzandsteen aan weerskanten van de weg.

## Geschiedenis
Voor boeren ten noorden van de Swartberge was het moeilijk om hun wol en andere producten per ossenwagen voor uitvoer naar Europa naar de haven van Kaapstad te vervoeren. De haven van Mosselbaai lag veel dichterbij maar een voor ossenwagens toegankelijke weg over de Swartberge ontbrak. Omgekeerd wilden de bewoners van de streek rond George graag hun eigen producten zoals aardappelen, inheemse houtsoorten en meubels verhandelen tegen de veeteeltproducten uit het noorden. In augustus 1854 voerden John Molteno, die lid was van de Wetgevende Vergadering van de Kaapkolonie en Andrew Gaddes Bain, ervaren in het aanleggen van passen, ter plekke een onderzoek uit. De plaatselijke bevolking drong aan op een spoedige aanleg van een korte verbinding. Landmeter-generaal Charles Bell was van mening dat een aanwezig ruiterpas in de kloof van de Grootrivier, een tak van de Olifantsrivier wel verbreed kon worden tot een weg die geschikt zou zijn voor wagens, maar hij gaf wel toe dat een dergelijke weg erg kwetsbaar zou zijn om weggespoeld te worden bij heftige regenval. Desniettemin stelde de gouverneur George Grey en zijn regering een bedrag van £5 000 voor de aanleg van de weg ter beschikking.

## Aanleg
De weg- en waterbouwkundige Mather Woodifield was verantwoordelijk voor de landmetingen en planning van de weg. In die dagen is vaak gebruik gemaakt van dwangarbeid voor dit soort werk, maar voor deze gelegenheid werden er arbeiders in loondienst aangenomen Thomas J. Melville, adjunct-wegeninspecteur van George, kreeg van de Centrale Wegenraad de opdracht tot de aanleg van de weg. Hij werd vrij spoedig vervangen door Adam de Smidt, een zwager van Thomas Bain. Het heeft 93 arbeiders 223 dagen gekost om de weg te voltooien. De weg werd op 3 maart 1858 officieel door de landdrost van Oudtshoorn, kol. Alexander Armstrong in gebruik genomen bij die gelegenheid werd de weg Meiringspoort gedoopt ter ere van Petrus Meiring, die zich voor de aanleg ervan beijverd had en de eigenaar van de hoeves Varkenskraal en De Rust was waar de weg doorheen loopt. Tot aan de opening van de Swartbergpas in 1888 was dit de aangewezen weg van de kust en de Kleine Karoo naar het binnenland.

## Latere verbeteringen

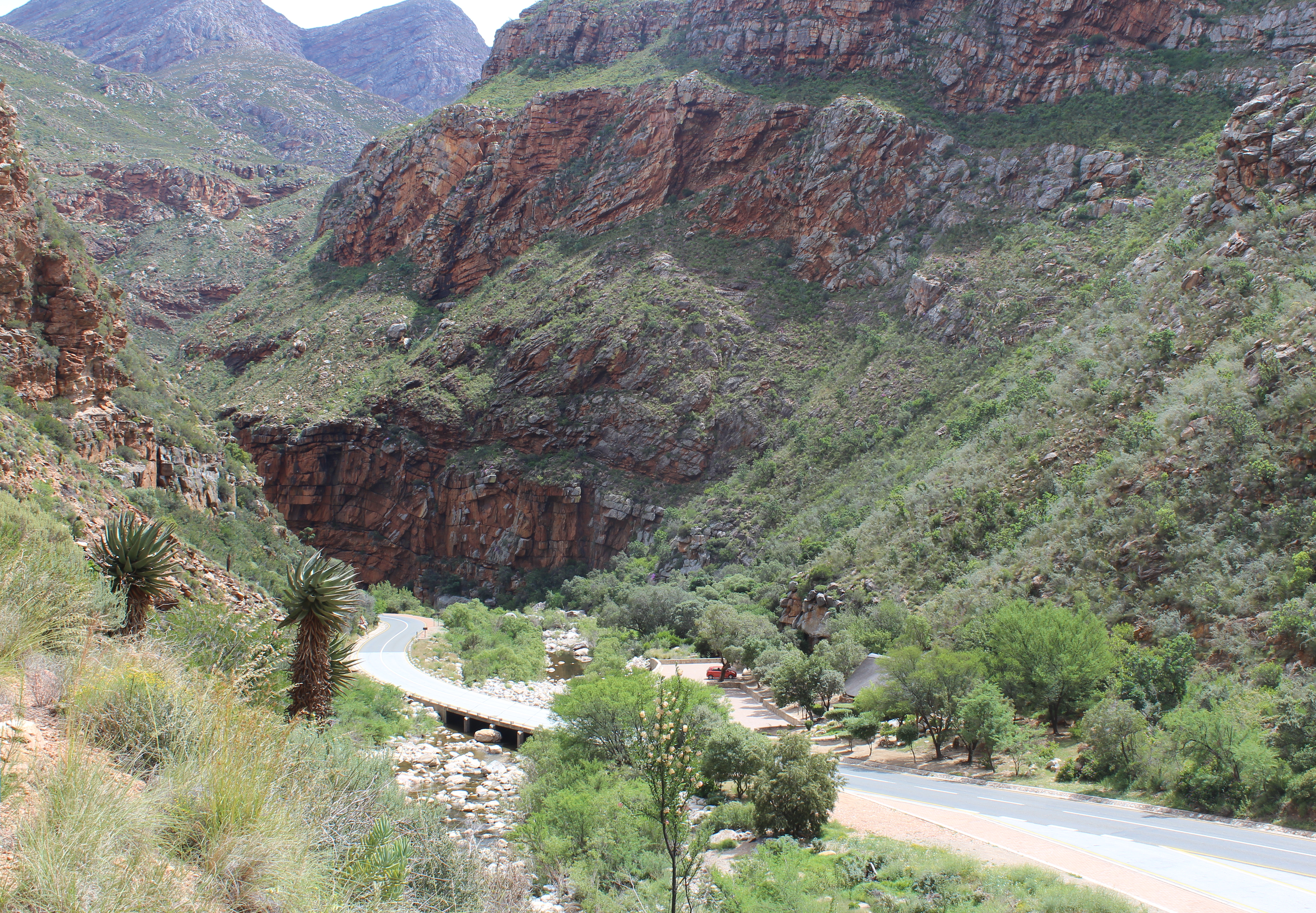
Blik op de weg

De voorspelling van landmeter-generaal Charles Bell dat de weg kwetsbaar zou zijn bij hevige regenval in de Karoo en de daardoor sterk wassende Grootrivier, bleek maar al te waar te zijn. Het tolgeld dat vergaard werd bleek niet voldoende om de weg in stand te houden en de
afdelingsraden van George en Prins Albert en later van Oudtshoorn en Beaufort-Wes moesten geregeld te hulp schieten. Na een vloed in 1885 moest ook Thomas Bain komen om te helpen met de herstelwerkzaamheden. In de tijd van de Grote Depressie heeft de staat als werkverschaffingsproject verbeteringen aan de weg laten uitvoeren, maar de onderhoudskosten stegen voortdurend.
Vanaf 1948 tot 1953 hebben de afdelingsraden van Oudtshoorn en Prins Albert nog laagwaterbruggen laten bouwen om de onderhoudskosten na elke vloed te verminderen. Tussen 1966 en 1971 is het traject tussen De Rust en Klaarstroom ingrijpend verbeterd en geasfalteerd, kosten: R1,6 miljoen. Scherpe bochten zijn rechtgetrokken. Om de schoonheid van de route te beschermen is er zo weinig mogelijk van explosieven gebruik gemaakt en het bouw- en vulmateriaal werd van verre betrokken. In 1988 teisterden overstromingen grote delen van het land, maar Meiringspoort kwam er vrij goed vanaf, vooral door het goede werk van ir. Roy Petersen. De weg is in november 1996 echter opnieuw verwoest en daarna drie jaar lang buiten gebruik geweest. De heraanleg werd een staaltje van vernuftige wegenbouw. De herstelde weg werd op 20 oktober 2000 door premier Gerald Morkel van de West-Kaap opnieuw in gebruik genomen.

## Driften en laagwaterbruggen
In het verleden stond de weg bekend om het groot aantal keren dat hij de rivier kruiste bij een drift of voorde, een doorwaadbare plaats door de rivier. Door herhaalde overstromingen bleven deze driften niet altijd op dezelfde plek en ook hun aantal veranderde soms. In zijn boek Sonde met die Bure schrijft Langenhoven:

“...nou is in elke drif 'n draai en om elke draai 'n drif …”

Tegenwoordig zijn alle driften vervangen door laagwaterbruggen, maar iedere brug draagt nog de naam van de drift die er vroeger was en dit staat op een bordje aangegeven. Van Klaarstroom naar Oudtshoorn zijn dat achtereenvolgens:
Eerste/Laatste Drift, Opmetingsdrift, Wasgatdrift, Bloupuntdrift, Pereboomdrift, Rooiuitspanningsdrift, Derde Tol-drift, Ontploffingsdrift, Watervaldrift, Uitspanningsdrift, Witfonteindrift, Wadrift, Ou Toldrift, Witperde, Herriedrift, Sanddrift, Perskeboomdrift, Dubbele drift, Nooiensboomdrift, Aalwyndrift, Skelmkloofdrift, Boesmansdrift, Damdrift, Skansdrift en Spookdrift.

## Parkeergelegenheden

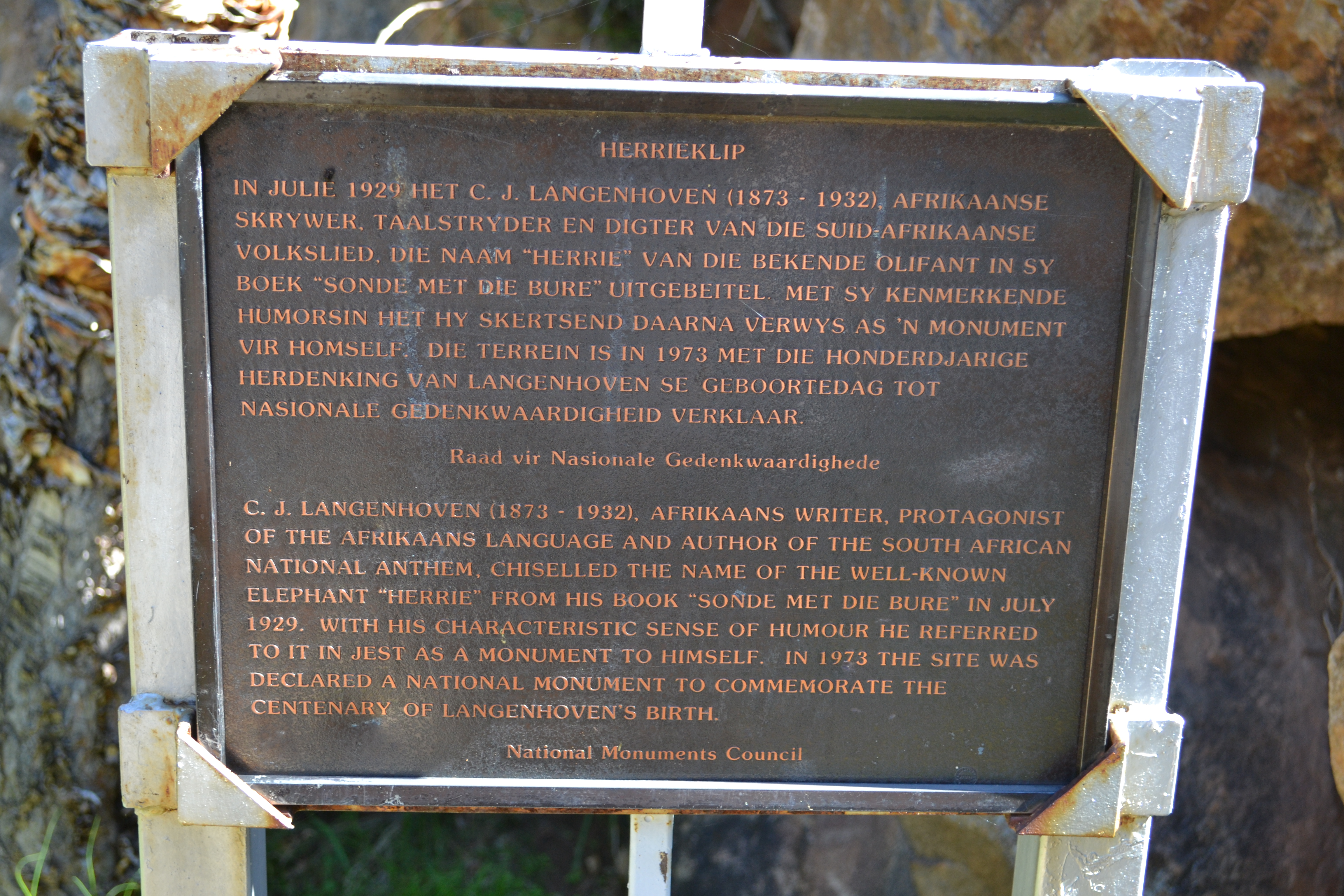
Bordje bij Herrieklip met uitleg over Langenhoven

Bij de Herrie- en Pereboomdrift hebben de Zuid-Afrikaanse Nationale Parken parkeerplaatsen met faciliteiten zoals picnicplaatsen en toiletten ingericht. Ook bij de Watervaldrift is dit het geval en daar is ook een tentoonstelling van de planten uit de streek en een museum dat de geschiedenis van de pas vertelt. Er leidt ook een wandelpad van hier naar de waterval van 60 m hoogte en de zwempoel eronder. Het pad dateert uit 1925 en werd toentertijd aangelegd naar aanleiding van het bezoek van de prins van Wales.

## Schilderkunst
Bij Herriedrift ligt Herrieklip. Het prachtige natuurschoon van deze plek is door een aantal kunstschilders zoals Pierneef en Tinus de Jongh op het doek vastgelegd.